# Cheng Shifa
Cheng Shifa (chinesisch 程十髮, Pinyin Chéng Shífà; * 10. April 1921 nahe Shanghai; † 17. Juni 2007 in Shanghai) war ein chinesischer Maler, Zeichner und Kalligraf der Shanghaier Schule, der besonders für seine Darstellungen ethnischer Minderheiten in China bekannt ist.

## Leben
Cheng Shifa wurde 1921 in einem Dorf nahe Shanghai, das heute innerhalb der Stadtgrenzen im Viertel Songjiang liegt, geboren. Wie es in seiner Familie Tradition hatte, studierte er zuerst Medizin, bevor er zur Malerei wechselte. Von 1938 bis 1941 studierte er am Shanghai Art College klassische Malerei. Seine erste Einzelausstellung fand 1942 statt. Schnell wurden Chengs Zeichnungen und Gemälde bekannt und populär mit ihrem überschwänglichen Stil, der zudem Farbverläufe und Tuschestriche der Malerei der Qing-Dynastie mit westlicher Perspektive und Gestendarstellung verband.
Ab 1950 begann Cheng eine lange Zusammenarbeit mit dem „Volksverlag für bildende Kunst“ zur Produktion von illustrierten Serienbänden (lianhuanhua). Eine illustrierte Ausgabe des Rulin waishi erschien auch auf Englisch und erhielt 1959 eine Silbermedaille auf der Leipziger Buchmesse. In den 1960er-Jahren lehrte Cheng neben seiner künstlerischen Tätigkeit am Shanghaier Institut für Chinesische Malerei.
Wie viele Künstler geriet Cheng während der Kulturrevolution ins Fadenkreuz des Parteiapparates. Cheng und andere Künstler der Shanghaier Kunstakademie wurden 1974 von einem Parteikomitee angegriffen, da ihre Werke unpolitisch oder gar regierungskritisch seien. Cheng wurde auch deshalb angegriffen, weil sich seine Werke im Ausland gut verkauften. Ihre Werke wurden daraufhin in sogenannten „schwarzen Ausstellungen“ verbreitet, in denen sie explizit verunglimpft wurden. Dennoch gelang es Cheng, seine Arbeit während der Kulturrevolution fortzusetzen. In den 1980er-Jahren wurden die in der Kulturrevolution verfolgten Künstler größtenteils rehabilitiert. In dieser Zeit stieg Cheng  langsam auf und wurde schließlich sogar Mitglied der Nationalen Akademie für Malerei und  Direktor des Shanghaier Instituts für Chinesische Malerei.
Cheng starb 2007 in einem Krankenhaus in Shanghai. Zu dieser Zeit wurden seine Gemälde bereits im Millionen-Dollar-Bereich gehandelt. Er vermachte seiner Heimatstadt und der Stadt Shanghai eine große Anzahl von Gemälden. Eine Verzeichnis seiner Werke erschien 2021. Im Jahr 2019 wurde in Shanghai das Cheng-Shifa-Museum eröffnet, das seine Werke in einem Neubau auf 11.000 m² präsentiert.

## Ausstellungen
- Cheng Shifa Art Exhibition, China Cultural Center, Brüssel[18]
- Play Ink & Ink Play, Ausstellung des Liu Haisu Art Museum (Shanghai), Theatermuseum Düsseldorf, 2009.[19]

## Einzelbelege
1. ↑  Chinese painting - Painting and printmaking | Britannica. Abgerufen am 19. November 2022 (englisch).
2. 1 2 3  CHENG SHIFA | 程十发 | CHINESE NEW ART | chinesenewart. Abgerufen am 19. November 2022.
3. ↑  Jane Zheng: The modernization of Chinese art : the Shanghai Art College, 1913-1937. Leuven (Belgium) 2016, ISBN 978-94-6270-056-7.
4. 1 2 3  Cheng Shifa 程十髮. In: The British Museum. Abgerufen am 19. November 2022 (englisch).
5. ↑  Andrews, S. 132
6. 1 2 3  "Ah Q" Master Cartoonist Dies. In: China.org.cn. 18. Juli 2007, abgerufen am 19. November 2022.
7. ↑  Andrews, S. 130
8. ↑  Wu Ching-tzu; transl. by Yang Hsien-yi and Gladys Yang; ill. by Cheng Shifa: The Scholars. Foreign Languages Press, Peking 1957, OCLC 759764256.
9. ↑  Andrews, p. 224
10. 1 2 3  Andrews, S. 373
11. ↑  Never Forget Class Struggle. In: Asia Society. Abgerufen am 19. November 2022 (englisch).
12. ↑  Andrews, S. 389
13. ↑  The Swallows' Return - Cheng Shifa. Abgerufen am 19. November 2022.
14. ↑  Andrews, S. 404
15. ↑  Cheng Shifa, 86; painter won political favor for stressing ethnic unity. In: Los Angeles Times. 21. Juli 2007, abgerufen am 19. November 2022 (englisch).
16. ↑  Cheng Duoduo (程多多): Drei überlaufende Kessel – Cheng Shifas Werksammlung (三釜四溢–程十发作品集). Shanghaier Volksverlag für die Schönen Künste (上海人民美术出版社), Shanghai 2021, ISBN 978-7-5586-1823-9 (chinesisch).
17. ↑  12月19日起免费开放，造型很“酷”的程十发美术馆将给上海带来什么？ In: Shanghai observer. 18. Dezember 2019, abgerufen am 19. November 2022.
18. ↑  Cheng Shifa Art Exhibition. 17. Juni 2020, abgerufen am 19. November 2022 (amerikanisches Englisch).
19. ↑  Play Ink & Ink Play – Eine Ausstellung des Liu Haisu Art Museum (Shanghai) im Theatermuseum Düsseldorf - TouristikPresse.net. Abgerufen am 19. November 2022.

| Personendaten    | Personendaten                                                    |
| ---------------- | ---------------------------------------------------------------- |
| NAME             | Cheng, Shifa                                                     |
| ALTERNATIVNAMEN  | 程十髮 (chinesisch)                                              |
| KURZBESCHREIBUNG | chinesischer Maler, Zeichner und Kalligraf der Shanghaier Schule |
| GEBURTSDATUM     | 10. April 1921                                                   |
| STERBEDATUM      | 17. Juni 2007                                                    |
| STERBEORT        | Shanghai                                                         |